# Gitta Lind
Gitta Lind (* 17. April 1925 als Rita Gracher in Trier; † 9. November 1974 in Tutzing) war eine deutsche Schlagersängerin, die vor allem in den 1950er Jahren erfolgreich war.

## Leben
Rita Gracher studierte zunächst Ballett am Stadttheater in Trier. Als 17-Jährige beschloss sie, Sängerin zu werden, und ließ ihre Stimme unter anderem bei Maria Ivogün im Koloratursopran ausbilden. Im Februar 1944 bekam sie ihr erstes Engagement als Sängerin beim Reichssender Luxemburg. Aus „Rita Gracher“ wurde nun „Gitta Lind“. Ihren Künstlernamen setzte sie aus den Namen ihrer beiden Idole Gitta Alpár, einer ungarischen Sängerin und Schauspielerin, und Jenny Lind, einer schwedischen Sängerin, zusammen.
Nach Kriegsende wurde Lind Rundfunksängerin beim neu gegründeten NWDR in Hamburg. Auf Wunsch von Erwin Lehn vom SDR wechselte sie nach Stuttgart, um dort mit ihm Funkproduktionen vorzunehmen. 1948 bekam Gitta Lind hier ihren ersten Plattenvertrag bei Telefunken. Es entstand ihr erster Hit Blumen für die Dame, komponiert von dem damals noch unbekannten Heinz Gietz und getextet von Joachim Fuchsberger.
Nach dem Tod ihres ersten Ehemannes ging sie 1951 nach München für ein Engagement beim Rundfunkorchester des Bayerischen Rundfunks, wo sie den Hörfunksprecher Joachim Fuchsberger kennenlernte, den sie noch im selben Jahr heiratete. Diese Ehe wurde 1954 nach zweieinhalb Jahren wieder geschieden. Insgesamt war die Künstlerin viermal verheiratet, zuletzt mit dem amerikanischen Pädagogen Stanley Brown, Vater ihrer Tochter, der amerikanischen Schauspielerin Carolin Brown.
Gitta Lind spielte auch in mehreren (Musik-)Filmen mit, u. a. in Skandal im Mädchenpensionat, der 1952/53 unter der Regie von Erich Kobler entstand, und Schlagerparade. Zudem wirkte sie bei einigen Operettenaufzeichnungen mit, wie beispielsweise beim WDR unter Franz Marszalek in Im weißen Rössl, Viktoria und ihr Husar, Der süße Kavalier sowie Schwarzwaldmädel, Maske in Blau, Meine Schwester und ich und in Hochzeitsnacht im Paradies an der Seite von Johannes Heesters.
Neben ihren Schallplattenaufnahmen unternahm Gitta Lind Tourneen mit den damaligen Stars Vico Torriani sowie René Carol und trat in der Show von Peter Frankenfeld auf. Ihren größten Erfolg konnte sie mit dem Titel Weißer Holunder verbuchen. Dieses Lied brachte ihr eine Goldene Schallplatte für 500.000 verkaufte Exemplare von ihrem Musiklabel ein. Das Lied wurde auch von anderen Künstlern aufgenommen und gehört heute zu den Evergreens des deutschen Schlagers. Lind nahm Duette mit Vico Torriani sowie Hans Clarin auf. Besonders erfolgreich war das Duett mit Christa Williams und dem Lied My Happiness (Immer will ich treu dir sein). Der Versuch, international unter dem Künstlernamen Issy Pat mit Titeln wie: Adi-Adios Amigo, Oh, Jack oder Wer küßt mich? bekannt zu werden, misslang.
Lind nahm 1958 mit dem Titel Etwas leise Musik, 1960 mit dem Titel Auf der Straße der Träume und 1964 mit dem Titel Ein Chanson in der Nacht an der deutschen Vorentscheidung zum (damals noch Grand Prix Eurovision genannten) Eurovision Song Contest teil.
Sie nahm zwischen 1956 und 1957 auch in der DDR einige Schlager auf, zum Teil als Issy Pat.
Als 1957 der neue Ford Taunus 17M im Kölner Stadtwaldrestaurant vorgestellt wurde, sang Lind das eigens für sie komponierte Lied Fahren auch Sie den neuen Taunus. 
Mit einem Startkapital von umgerechnet 50.000 Euro gründeten 1972 Gitta Lind – die zu dieser Zeit Schnellreinigungen betrieb und später als Direktorin fungierte – sowie Fred Bertelmann gemeinsam in München eine Show-Schule, die erste Deutschlands. Hier, wo zum Beispiel Showgrößen wie Gitta Linds Ex-Ehemann Joachim Fuchsberger und Hans-Joachim Kulenkampff unterrichteten, wurden junge Talente auf ihre Karriere vorbereitet.
In der vom ZDF 1973 ausgestrahlten Musikshow Der Wind hat mir ein Lied erzählt mit Peter Frankenfeld trat Gitta Lind zum letzten Mal im Fernsehen auf. Sie starb im November 1974 an einem Krebsleiden und wurde auf dem Hauptfriedhof ihrer Heimatstadt Trier im Grab ihrer Eltern beigesetzt.

## Diskografie

### Singles
| A-/B-Seite                                                                        | Katalog-Nr.            | Veröffentlichung |
| --------------------------------------------------------------------------------- | ---------------------- | ---------------- |
|                                                                                   | Polydor (Schellack)    |                  |
| Ich geh’ so gern mit dir spazieren / Chico, mein kleiner Chico                    | 48139                  | Juli 1948        |
|                                                                                   | Telefunken (Schellack) |                  |
| Im Café de la Paix in Paris / Ich schenk dir ein Amulettchen                      | 10934                  | 1950             |
| C’est si bon / Wie hoch ist der Himmel                                            | 11001                  | 1952             |
| Mein kleines Herz / Sie sind kein Kavalier                                        | 11052                  | 1952             |
| Spiel mir eine alte Melodie / Das ist nichts für kleine Mädchen                   | 11158                  | 1953             |
| Denn ich bin verliebt / Wer war denn die Dame                                     | 11162                  | 1953             |
| Eisbär-Song / Wunderbar                                                           | 11175                  | 1953             |
| Ein Traum / Tausend und eine Nacht                                                | 11288                  | 1953             |
| Herr Kaiser, Herr Kaiser / Hab’ ein Herz frei und froh                            | 11384                  | 1954             |
| Ein ganzes Leben lang / Ich möcht’ mich verlieben                                 | 11391                  | 1954             |
| Blumen für die Dame / Tenderly                                                    | 11467                  | April 1954       |
| Rosen erblühten / Sei lieb zu mir                                                 | 11491                  | 1954             |
| Ich will deine Kameradin sein / Peterle                                           | 11643                  | 1955             |
| Adi-Adios-Amigo / Ohne dich kann ich nicht sein (als Issy Pat)                    | 11715                  | 1956             |
| Ich möchte Küssen / Ich hab dich so lieb                                          | 11725                  | Dezember 1956    |
| Pst! Es soll ein Geheimnis sein / Oh, Jack (als Issy Pat)                         | 11766*                 | 1955             |
| Jasmin aus Santa Monica / Jonny, Jonny, Jonny (als Issy Pat)                      | 11782                  | Oktober 1956     |
| Wenn du mich verläßt / Jasmin aus Santa Monica (als Issy Pat)                     | 11801*                 | 1956             |
| Weißer Holunder / Wenn wir uns wiederseh’n (mit den Telestars)                    | 11835*                 | August 1956      |
| Unsere kleine Welt / Wann kommst du wieder                                        | 11905*                 | 1957             |
| Cindy, oh Cindy / Valentino                                                       | 11923*                 | 1957             |
| Du bist meine Heimat / Fahre mit mir in die Ferne                                 | 11939*                 | 1957             |
|                                                                                   | Telefunken (Vinyl)     |                  |
| Ich möchte küssen / Warum gingst du fort? (als Issy Pat)                          | 45725                  |                  |
| Wenn du mich verläßt / Jasmin aus Santa Monica (als Issy Pat)                     | 45777                  | Oktober 1955     |
| Wer küßt mich / Du (als Issy Pat)                                                 | 45817                  |                  |
| Ich sage dir Adieu / Die Fontänen von Rom                                         | 45901                  | März 1957        |
| Am silberblauen See / Leb’ wohl komm bald zurück                                  | 45963                  | August 1957      |
| Liebst du mich / Wilde Rosen                                                      | 45972                  | Oktober 1957     |
| Ich habe kein Glück / Weiße Möwe                                                  | 55045                  | Juni 1958        |
| Cuba-Cubaneros / Schön war’n die Tage der Rosen                                   | 55068                  | Juli 1958        |
| Suiya Baya / Frühling in Mallorca                                                 | 55076                  | September 1958   |
| In Milano / Mein Caballero muß Don Pedro sein                                     | 55115                  | November 1958    |
| My Happiness / Ohne dich (& Christa Williams)                                     | 55137                  | März 1959        |
| Von der Liebe träumt der Mond / So schön müßt’ es immer sein (& Silvio Francesco) | 55159                  | Mai 1959         |
| Eine Kette weißer Blüten / Gib mir dein Herz                                      | 55161                  | Mai 1959         |
| Komm’ wir machen eine kleine Reise / Nachts in allen Straßen (& C. Williams)      | 55177                  | August 1959      |
| Kein Auto! (& Peter Frankenfeld & C. Williams) / My Sunny Boy (& C. Williams)     | 55221                  | Januar 1960      |
| Bleib mir treu / Ich glaub’ an dich                                               | 55222                  | Januar 1960      |
| Das wird schön / Ein ganzes Jahr (& C. Williams)                                  | 55229                  | 1960             |
| Komm zu mir für immer / Ein ganzes Leben lang                                     | 55258                  | Juli 1960        |
| Lied der Einsamkeit / Was wär das Leben ohne dich                                 | 55271                  | Oktober 1960     |
| Vaya Con Dios / Ein kleines Haus (& C. Williams)                                  | 55290                  | Januar 1961      |
| Casanova aus Casablanca / Ich brauch’ dich                                        | 55305                  | Februar 1961     |
| Unter der Laterne / Am Strand der Sehnsucht                                       | 55322                  | Mai 1961         |
| Nur ein einsames Licht brennt im Hafen / Fern von der Heimat                      | 55363                  | Juli 1961        |
| Highland-Pipers-Doodle-Band / Jimmy Martinez                                      | 55403                  | Februar 1962     |
| Kookie (& Hans Clarin) / Es war Frühling                                          | 55470                  | Oktober 1962     |
| Der Stern der Liebe / Mister Capitano                                             | 55701                  | März 1963        |
| Rosen und Flieder / Die silberne Spieluhr                                         | 55733                  | August 1963      |
| Ein Chanson in der Nacht / Jedes Herz braucht Liebe                               | 55754                  | Januar 1964      |

* unter anderer Nummer auch als Vinyl-Single

### Compact Discs
| Titel           | Label             | Veröffentlichung |
| --------------- | ----------------- | ---------------- |
| Weißer Holunder | Bear Family 15868 | 1995             |
| Jimmy Martinez  | Bear Family 15869 | 1995             |

## Filmografie
- 1953: Skandal im Mädchenpensionat
- 1953: Südliche Nächte
- 1953: Schlagerparade
- 1954: Das ideale Brautpaar
- 1954: Hochstaplerin der Liebe
- 1955: 08/15 Zweiter Teil
- 1955: Musik im Blut
- 1956: Saison in Oberbayern
- 1957: Liebe, wie die Frau sie wünscht
- 1958: Meine Frau macht Musik (Stimme)
- 1960: Schlagerparade 1960
- 1960: Schlager-Raketen